# Thuridilla gracilis
Espèce
Thuridilla gracilis une espèce de Sacoglosses de la famille Plakobranchidae.

## Répartition
Cette espèce se rencontre dans la zone tropicale Indo/Ouest-Pacifique.

## Habitat
Son habitat correspond à la zone récifale externe, sur les platiers et dans les lagons en eau peu profonde.

## Description
Cette espèce peut mesurer jusqu'à 25 mm.
Le corps est allongé et recouvert dans le sens de la longueur par le repli des parapodes latéraux.
Le manteau est noir et parcouru de multiples fines lignes longitudinales blanches (huit à dix) ponctué parfois de points bleus.
La bordure du revers des parapodes et des rhinophores  est souvent orange.
Les rhinophores peuvent être blanc et sans lignes.

## Éthologie
Ce Thuridilla est benthique et diurne, se déplace à vue sans crainte d'être pris pour une proie de par la présence de glandes défensives réparties dans les tissus du corps.

## Alimentation
Thuridilla gracilis se nourrit d'algues.

## Systématique
Le nom valide complet (avec auteur) de ce taxon est Thuridilla gracilis (Risbec, 1928).
L'espèce a été initialement classée dans le genre Elysia sous le protonyme Elysia gracilis Risbec, 1928.
Thuridilla gracilis a pour synonyme :
- Elysia gracilis Risbec, 1928

### Publication originale
- Jean Risbec, Contribution à l'étude des nudibranches néo-calédoniens, Paris, Société d'éditions géographiques, maritimes et coloniales, coll. « Faune des colonies françaises », 1928, 328 p..